# Ashland (Alabama)

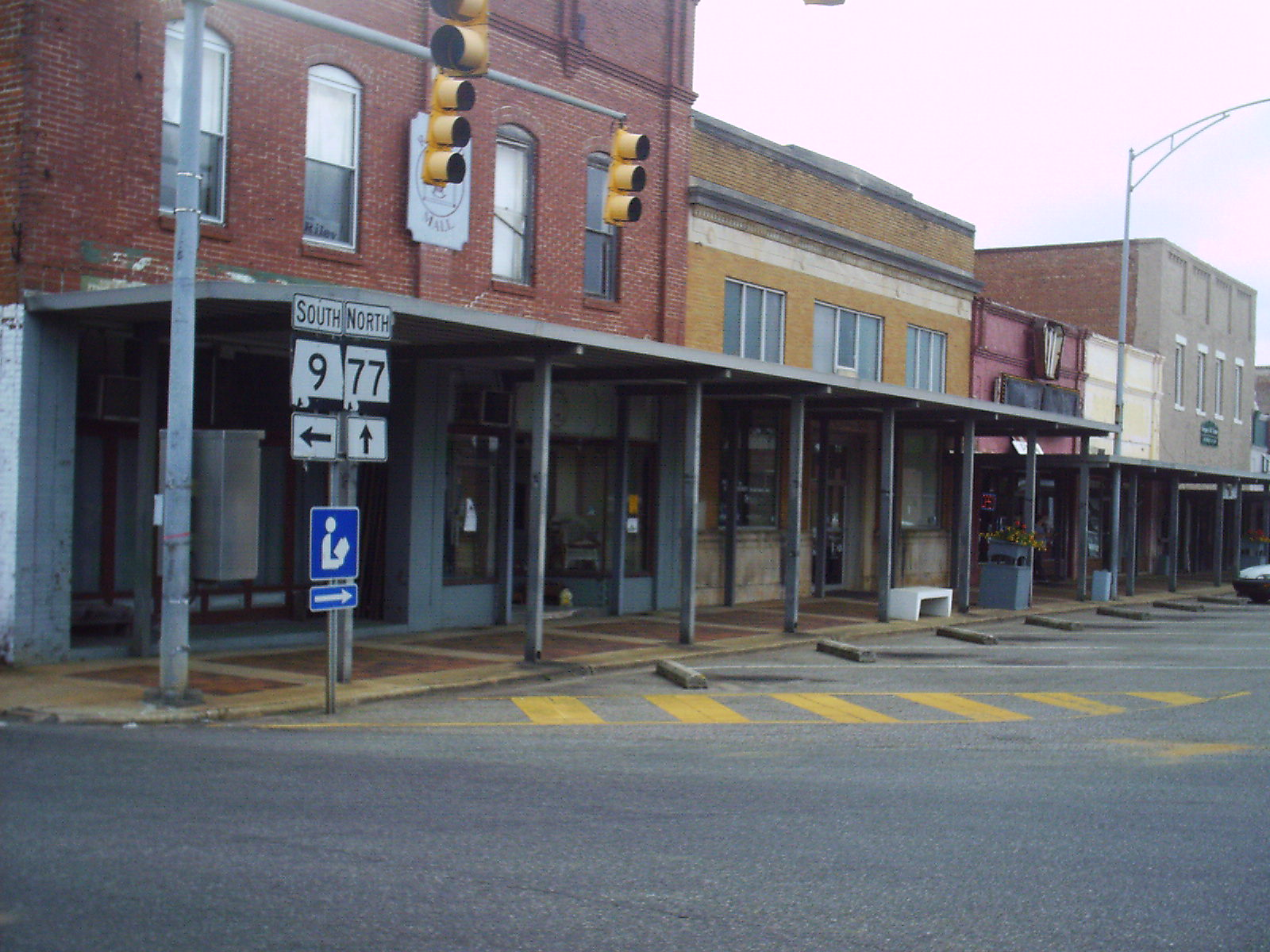
Centro da cidade de Ashland

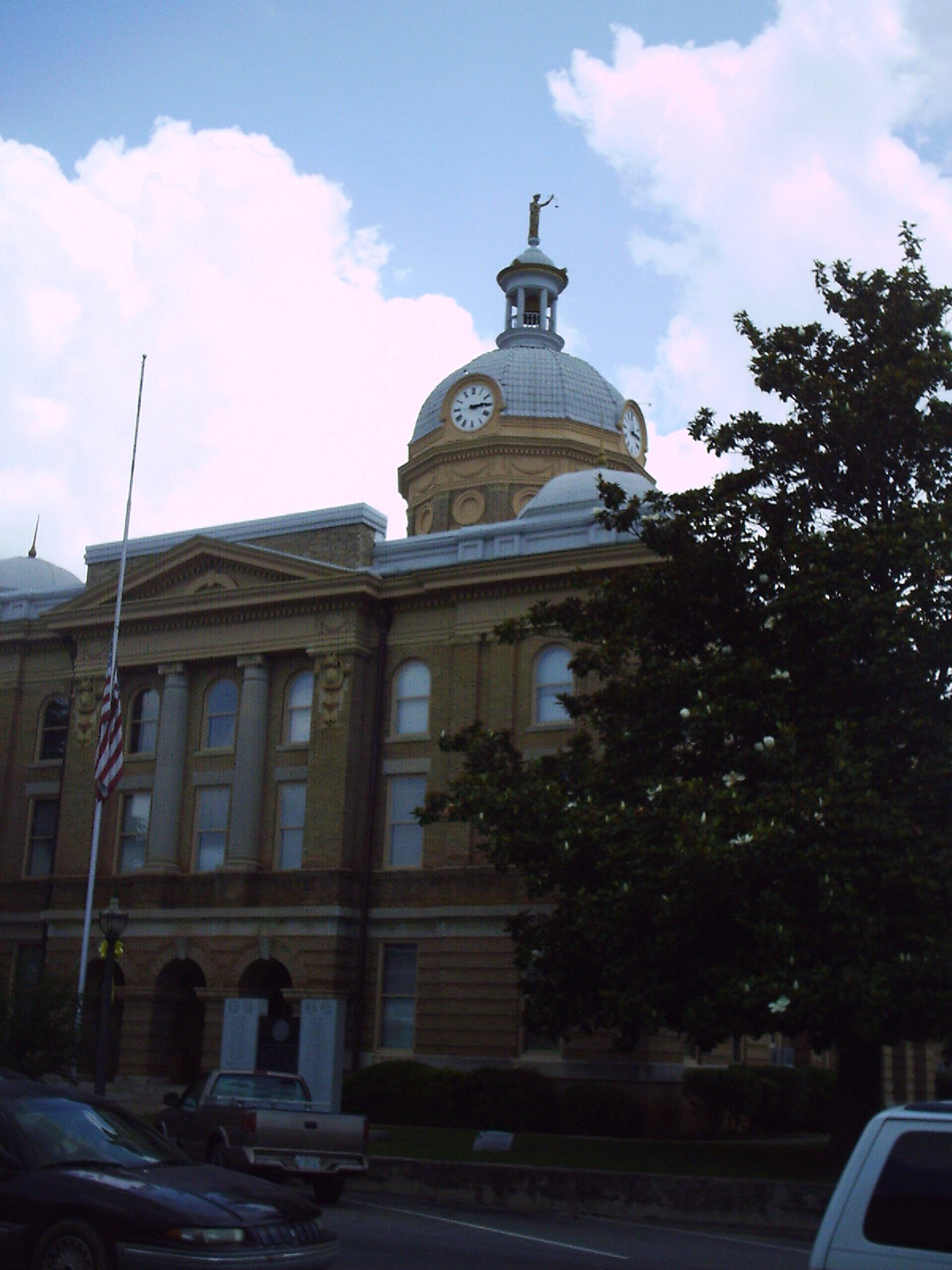
Ashland (Alabama)

Ashland é uma cidade localizada no estado americano do Alabama, no Condado de Clay.

## Demografia
Segundo o censo americano de 2000, a sua população era de 1965 habitantes.
Em 2006, foi estimada uma população de 1869, um decréscimo de 96 (-4.9%).

## Geografia
De acordo com o United States Census Bureau tem uma área de
18,8 km², dos quais 18,7 km² cobertos por terra e 0,1 km² cobertos por água.

## Localidades na vizinhança
O diagrama seguinte representa as localidades num raio de 32 km ao redor de Ashland.